# Jomo Kenyatta University of Agriculture and Technology
Jomo Kenyatta University of Agriculture and Technology (JKUAT) ist eine Universität in Kenia. Sie befindet sich in Juja, 36 km nordöstlich der Hauptstadt Nairobi.
Die Bildungseinrichtung wurde 1981 als Mittelstufen-College (Jomo Kenyatta College of Agriculture and Technology, JKCAT) von der Regierung Kenias mit großzügiger Unterstützung durch die japanische Regierung begonnen. Die Pläne für die Einrichtung von JKCAT begannen im Jahr 1977, und 1978 spendete Staatsgründer Jomo Kenyatta zweihundert Hektar Ackerland für die Gründung der Hochschule. Daniel Arap Moi eröffnete offiziell JKCAT am 17. März 1982.
Mit dem Namen Jomo Kenyatta University of Agriculture and Technology wurde die Hochschule 1994 zur Universität.
Im Jahr 2013 hatte die Hochschule 5.560 Absolventen, insgesamt hat sie 2014 ca. 37.000 Studenten auf dem Juja Campus und weiteren.
Schwerpunkte bilden die Studiengänge der Ingenieurwissenschaften, Naturwissenschaften und Agrarwissenschaften.

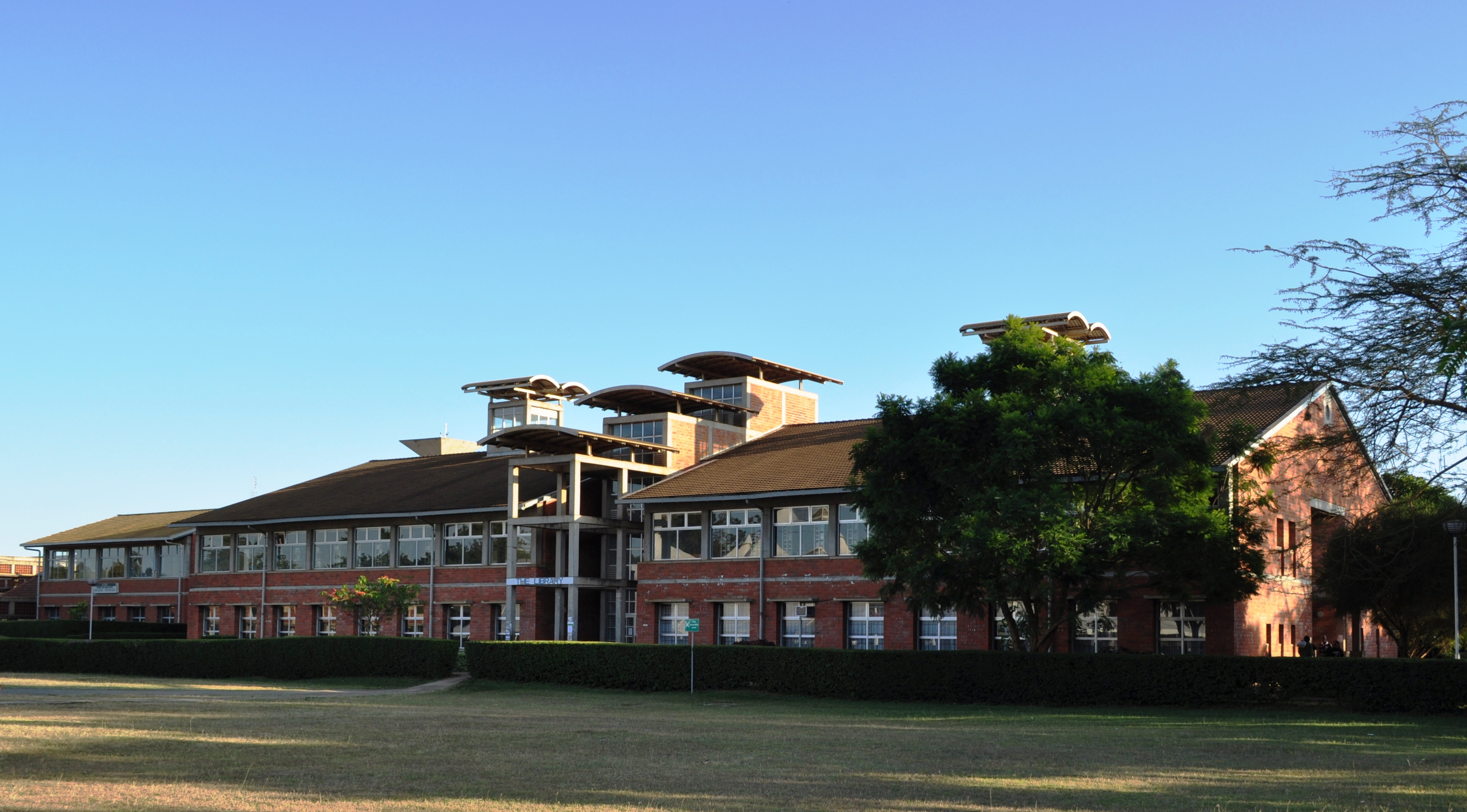
JKUAT Bibliothek
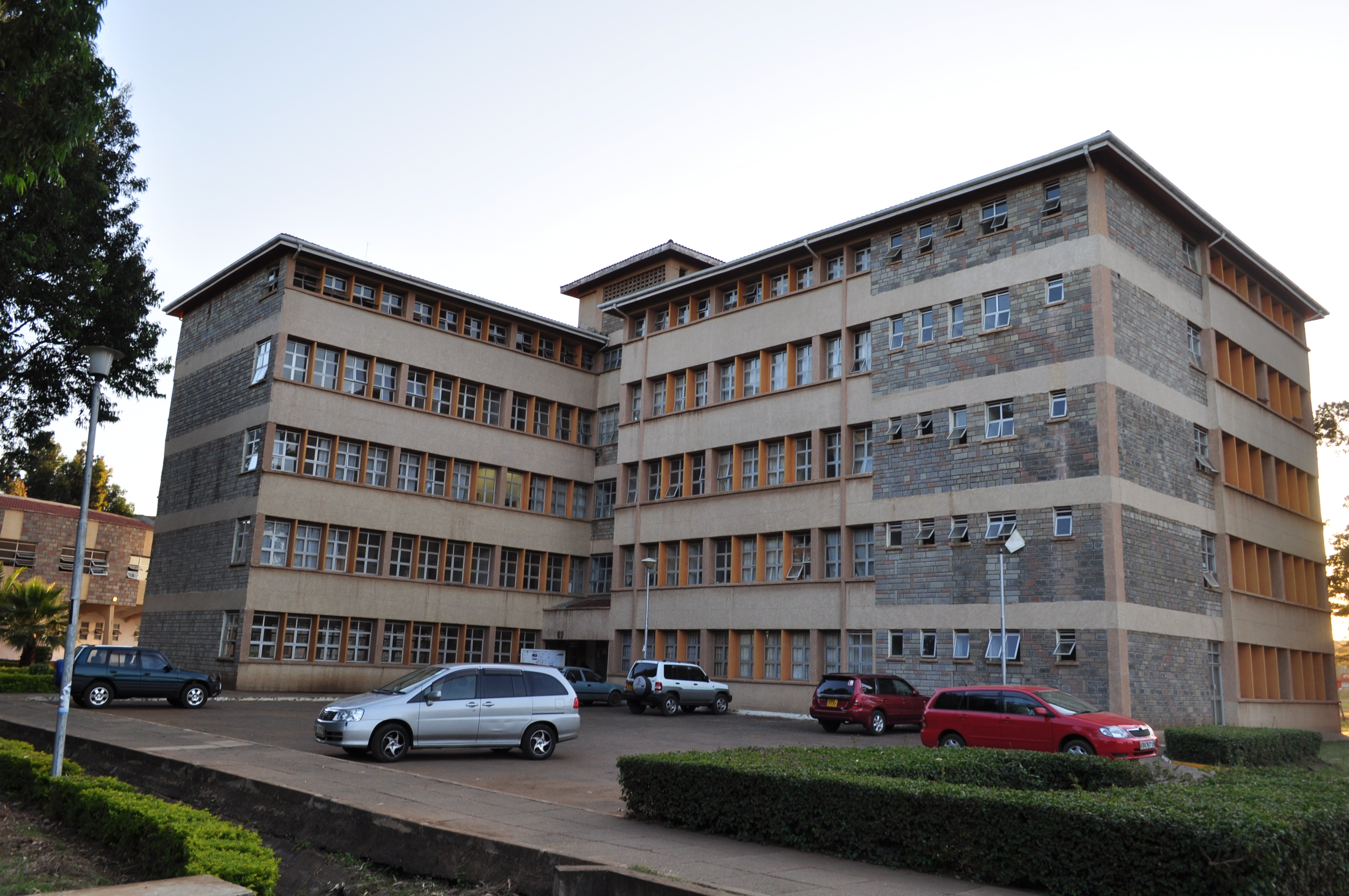
Gebäudekomplex für Naturwissenschaften
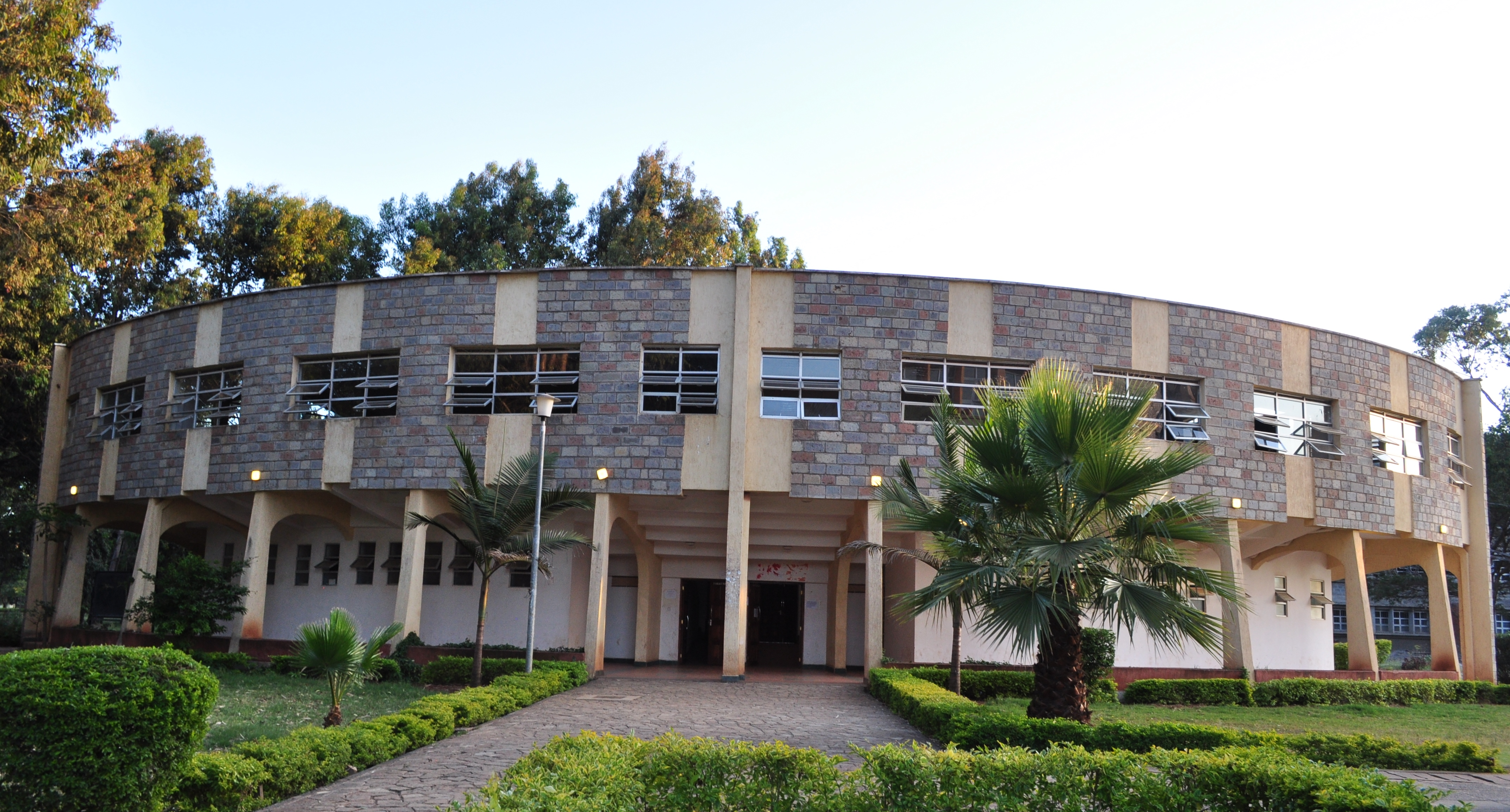
JKUAT Auditorium
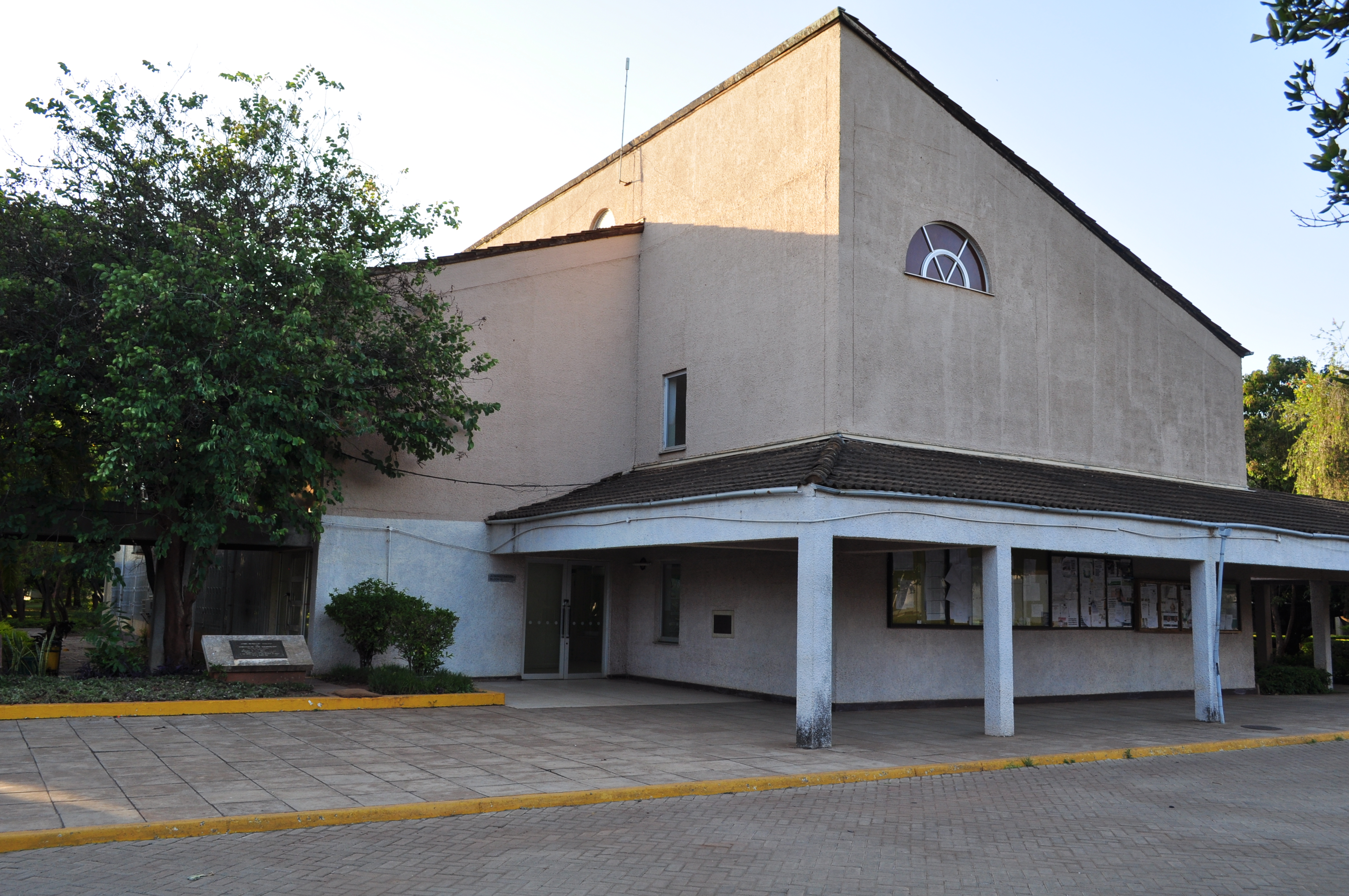
JKUAT Verwaltungsgebäude